# فيليب فروست
فيليب فروست (بالإنجليزية: Phillip Frost) هو طبيب وشخصية أعمال أمريكي، ولد في 1936.

## وصلات خارجية
- فيليب فروست على موقع إن إن دي بي (الإنجليزية)